# Erich Kamke
Erich Kamke (Malbork, 18 de agosto de 1890 — Rotemburgo, 28 de setembro de 1961) foi um matemático alemão.
Seu campo principal de trabalho foi equações diferenciais. Seu livro sobre teoria dos conjuntos tornou-se obra de referência.

## Obras
- Das Lebesguesche Integral. Eine Einführung in die neuere Theorie der reellen Funktionen, B. G. Teubner, Leipzig 1925
- Mengenlehre, Sammlung Göschen/Walter de Gruyter, Berlin 1928
- Differentialgleichungen reeller Funktionen, Akademische Verlagsgesellschaft, Leipzig 1930; ab der 4. (überarbeiteten) Auflage 1962 in zwei Bänden:
  - Band 1: Gewöhnliche Differentialgleichungen
  - Band 2: Partielle Differentialgleichungen
- Einführung in die Wahrscheinlichkeitstheorie, S. Hirzel, Leipzig 1932
- Differentialgleichungen. Lösungsmethoden und Lösungen I. Gewöhnliche Differentialgleichungen, Leipzig 1942
- Differentialgleichungen. Lösungsmethoden und Lösungen II. Partielle Differentialgleichungen 1. Ordnung für eine gesuchte Funktion, Leipzig 1944
- Das Lebesgue-Stieltjes-Integral, B. G. Teubner, Leipzig 1956